# 柯特製造公司
柯特製造有限公司（Colt's Manufacturing Company，LLC，縮寫CMC），前身為柯特專利武器製造公司（Colt's Patent Firearms Manufacturing Company），是一家美國槍枝製造商，由塞繆爾·柯特創立於1855年，現為捷克控股公司柯特CZ集團的子公司。它是柯特早先於1836年開始的槍枝製造事業的繼承公司。柯特以槍枝的工程、生產和營銷而聞名，尤其是在1850年代至第一次世界大戰之間，當時它是該行業的主導力量，對製造技術具有開創性的影響。柯特最早的設計對左輪手槍的普及和早期單發手槍的升級，發揮了重要作用。雖然塞繆爾·柯特沒有發明左輪手槍的概念，但他的設計啟發了第一批非常成功的設計。
柯特最著名的產品包括1847年在伊萊·惠特尼的設施中製造的柯特沃克轉輪手槍、柯特單動式陸軍轉輪手槍（和平捍衛者）、柯爾特蟒蛇左輪手槍和柯特M1911手槍，後者是至目前為止世界上使用時間最長的軍用和執法用手槍，至今仍在使用。雖然他們沒有參與研發，但長期以來，柯特主要負責生產AR-15和M16突擊步槍，以及這些槍枝的許多衍生產品。其中最成功和最著名的是眾多M16衍生卡賓槍，包括柯特突擊型系列和M4卡賓槍。
2002年，柯特防禦從柯爾特製造公司中分離出來。柯爾特製造公司服務於民用市場，而柯特防禦服務於全球執法、軍事和私人安全市場。兩家公司在康乃狄克州西哈特福的同一個地點交叉許可某些商品，然後於2013年重新合併。在2013年失去M4合同後，柯特援引美國破產法第十一章重整，開始於2015年，並於2016年1月完成。該公司於2021年被捷克兵工廠集團收購。2022年4月，捷克兵工廠集團宣布更名為柯特CZ集團。